# Station Avoudrey
Station Avoudrey is een spoorwegstation in de Franse gemeente Avoudrey aan de lijn Besançon - Le Locle (Zwitserland).